# بیتریس چبت
بیتریس چبت (انگلیسی: Beatrice Chebet؛ زادهٔ ۵ مارس ۲۰۰۰) دونده زن دو استقامت اهل کنیا است.
وی در مسابقات کشوری و بین‌المللی در مجموع برندهٔ ۱ مدال طلا شده است.